# 革命人民運動
革命人民運動（かくめいじんみんうんどう、フランス語: Mouvement populaire de la Révolution）は、かつてザイール（現在のコンゴ民主共和国）に存在した政党である。

## 解説
存在期間、この政党はザイールに於ける唯一の合法政党だった。
1967年5月20日にジョゼフ＝デジレ・モブツ（後のモブツ・セセ・セコ）によって設立された。